# Несвоянська сільська рада
Несво́янська сільська́ ра́да — адміністративно-територіальна одиниця та орган місцевого самоврядування в Новоселицькому районі Чернівецької області. Адміністративний центр — село Несвоя.

## Загальні відомості
- Населення ради: 1 330 осіб (станом на 2001 рік)

## Населені пункти
Сільській раді підпорядковані населені пункти:
- с. Несвоя

## Склад ради
Рада складається з 16 депутатів та голови.
- Голова ради: Чеботар Алла Сергіївна

### Керівний склад попередніх скликань
| Прізвище, ім'я, по батькові | Основні відомості                                                 | Дата обрання | Дата звільнення |
| --------------------------- | ----------------------------------------------------------------- | ------------ | --------------- |
| Лунга Павло Макарович       | Сільський голова, 1952 року народження, безпартійний              | 26.03.2006   | 31.10.2010      |
| Балта Віталій Володимирович | Сільський голова, 1985 року народження, освіта вища, безпартійний | 31.10.2010   | 21.04.2014      |
| Чеботар Алла Сергіївна      | Сільський голова, 1960 року народження, освіта вища, позапартійна | 26.10.2014   |                 |

Примітка: таблиця складена за даними сайту Верховної Ради України

### Депутати
За результатами місцевих виборів 2010 року депутатами ради стали:

#### За суб'єктами висування
| Суб'єкт висування | Кількість обраних депутатів | %   |
| ----------------- | --------------------------- | --- |
| Самовисування     | 16                          | 100 |

#### За округами
| № округу | Прізвище, ім'я, по батькові  | Дата визнання обраним | Освіта             | Партійна приналежність | Відомості про обраного депутата                      |
| -------- | ---------------------------- | --------------------- | ------------------ | ---------------------- | ---------------------------------------------------- |
| 1        | Чеботар Алла Сергіївна       | 02.11.2010            | вища               | позапартійна           | Несвоянська сільська рада, бухгалтер                 |
| 2        | Дамян Зіновія Петрівна       | 02.11.2010            | середня спеціальна | позапартійна           | Будинок культури, бібліотекар                        |
| 3        | Кітар Валерій Вікторович     | 02.11.2010            | середня            | позапартійний          | тимчасово не працює                                  |
| 4        | Москалюк Оксана Михайлівна   | 02.11.2010            | середня спеціальна | позапартійна           | Несвоянська сільська рада, спеціаліст                |
| 5        | Мешина Павло Григорович      | 02.11.2010            | середня спеціальна | позапартійний          | АПОП «Аврора», завгар                                |
| 6        | Балта Любов Федорівна        | 02.11.2010            | вища               | позапартійна           | СВА, терапевт                                        |
| 7        | Бодян Світлана Георгіївна    | 02.11.2010            | вища               | позапартійна           | Несвоянська загальноосвітня школа, завуч             |
| 8        | Савка Дмитро Володимирович   | 02.11.2010            | середня спеціальна | позапартійний          | тимчасово не працює                                  |
| 9        | Марандюк Леонід Петрович     | 02.11.2010            | вища               | позапартійний          | приватний підприємець                                |
| 10       | Топоревський Ілля Максимович | 02.11.2010            | вища               | позапартійний          | АПОП «Аврора», агроном                               |
| 11       | Калістру Георгій Михайлович  | 02.11.2010            | вища               | позапартійний          | приватний підприємець                                |
| 12       | Паламарюк Аліна Павлівна     | 02.11.2010            | вища               | позапартійна           | Несвоянська загальноосвітня школа, вчитель           |
| 13       | Балта Володимир Сергійович   | 02.11.2010            | вища               | позапартійний          | СВА, стоматолог                                      |
| 14       | Бурла Альона Павлівна        | 02.11.2010            | середня спеціальна | позапартійна           | Новоселицька ЦРЛ, медсестра                          |
| 15       | Шелеп Василь Васильович      | 02.11.2010            | середня            | позапартійний          | АПОП «Аврора», механізатор                           |
| 16       | Бордейна Віолета Георгіївна  | 02.11.2010            | середня спеціальна | позапартійна           | дошкільний навчальний заклад «Джерельце», вихователь |